# Eigentijd
Eigentijd is een begrip uit de relativiteitstheorie, waar absolute tijd niet bestaat: eigentijd is de tijd die op een bepaalde wereldlijn verloopt, bijvoorbeeld het ouder worden van een persoon, de reistijd volgens een meegenomen klok en de mate van radioactief verval.
De tijddilatatie van twee waarnemers tussen twee keer dat zij elkaar ontmoeten, maar in de tussentijd een ander parcours zijn gegaan, een andere wereldlijn hebben gevolgd, is er het gevolg van dat het mogelijk is dat er een verschil tussen de door beiden gemeten eigentijd is, dat zij elkaar zijn tegengekomen. Er is voor de waarnemer die tussen beide ontmoetingen de meeste kracht of de grootste versnelling heeft ondergaan de minste eigentijd verlopen.

## Vlakke ruimte
Bij wereldlijnen door de minkowski-ruimte geldt het volgende.
Als {\displaystyle A} en {\displaystyle B} elk een constante snelheid hebben en de snelheid van {\displaystyle B} ten opzichte van {\displaystyle A} bedraagt {\displaystyle v}, dan is de tussen twee gebeurtenissen in het ruimteschip van {\displaystyle B} verstreken eigentijd van {\displaystyle B} gegeven door
{\displaystyle \Delta \tau =\Delta t{\sqrt {1-{\frac {v^{2}}{c^{2}}}}}}.
waarbij {\displaystyle c} de lichtsnelheid is en {\displaystyle \Delta t}, de tijd die volgens de klokken van {\displaystyle A} verstreken is, voor {\displaystyle A} synchrone klokken waar {\displaystyle B} langskomt.
Bij een variabele snelheid wordt dit:
{\displaystyle \tau =\int \mathrm {d} \tau =\int {\sqrt {1-{\frac {v(t)^{2}}{c^{2}}}}}\ \mathrm {d} t={\frac {1}{c}}\int {\sqrt {dx^{\mu }dx^{\nu }\eta _{\mu \nu }}}\ }.
met in de laatste stap de minkowskitensor {\displaystyle \eta _{\mu \nu }} en de einsteinnotatie.
In een willekeurig coördinatenstelsel wordt dit:
{\displaystyle \tau =\int \mathrm {d} \tau ={\frac {1}{c}}\int {\sqrt {dx^{\mu }dx^{\nu }g_{\mu \nu }}}}
met een metrische tensor {\displaystyle g_{\mu \nu }} die net als {\displaystyle \eta _{\mu \nu }} niet van de ruimtetijdpositie afhangt en door een reguliere symmetrische matrix wordt gegeven.

### Wereldlijnen met een gemeenschappelijk beginpunt en een gemeenschappelijk eindpunt
Voor twee wereldlijnen met een ruimtetijdpositie als gemeenschappelijk beginpunt en een ruimtetijdpositie als gemeenschappelijk eindpunt kunnen de beide eigentijden met elkaar worden vergeleken. Er is in een symmetrische situatie uiteraard geen verschil, maar als de snelheid op reis {\displaystyle A} constant is en op reis {\displaystyle B} niet, dan is de eigentijd van {\displaystyle B} korter.

## Gekromde ruimte
De algemene relativiteitstheorie beschrijft met behulp van een krommingstensor de kromming van de ruimte. De metrische tensor {\displaystyle g_{\mu \nu }} hangt daarbij van de ruimtetijdpositie {\displaystyle x^{\mu }} af. Daardoor is er geen globale coördinatentransformatie mogelijk die {\displaystyle g} diagonaliseert.
Men krijgt als boven:
{\displaystyle \tau =\int \mathrm {d} \tau ={\frac {1}{c}}\int {\sqrt {dx^{\mu }dx^{\nu }g_{\mu \nu }}}}
Hiermee samenhangend geldt op elk punt van de wereldlijn voor de viersnelheid {\displaystyle V}:
{\displaystyle V^{\mu }V^{\nu }g_{\mu \nu }=c^{2}}